# 薛汇东住宅
31°34′26″N 120°17′30″E / 31.57383°N 120.29167°E
薛汇东住宅，位于中华人民共和国江苏省无锡市梁溪区前西溪，是薛汇东的住宅、江苏省文物保护单位。

## 特点
1917年，薛南溟发起创建太湖水泥厂，并建此楼为筹备处，但因其他股东撤股停办工厂。筹备处办公楼改为儿子薛汇东迎娶袁世凯女儿袁仲桢的新房。此宅与街南祖宅薛福成故居相对，由门楼、正楼、偏楼三幢组成，整体采用巴洛克建筑风格。1932年，住宅内设置医院，为当地民众治病使用。1949年，薛汇东夫妇及家人移居香港，将其住宅交由政府管理。新成立的中共苏南区委员会机关进驻。

## 管理
1950年代，政府拓宽健康路时拆去一间。1995年，江苏省人民政府公布其为江苏省文物保护单位。

## 图集

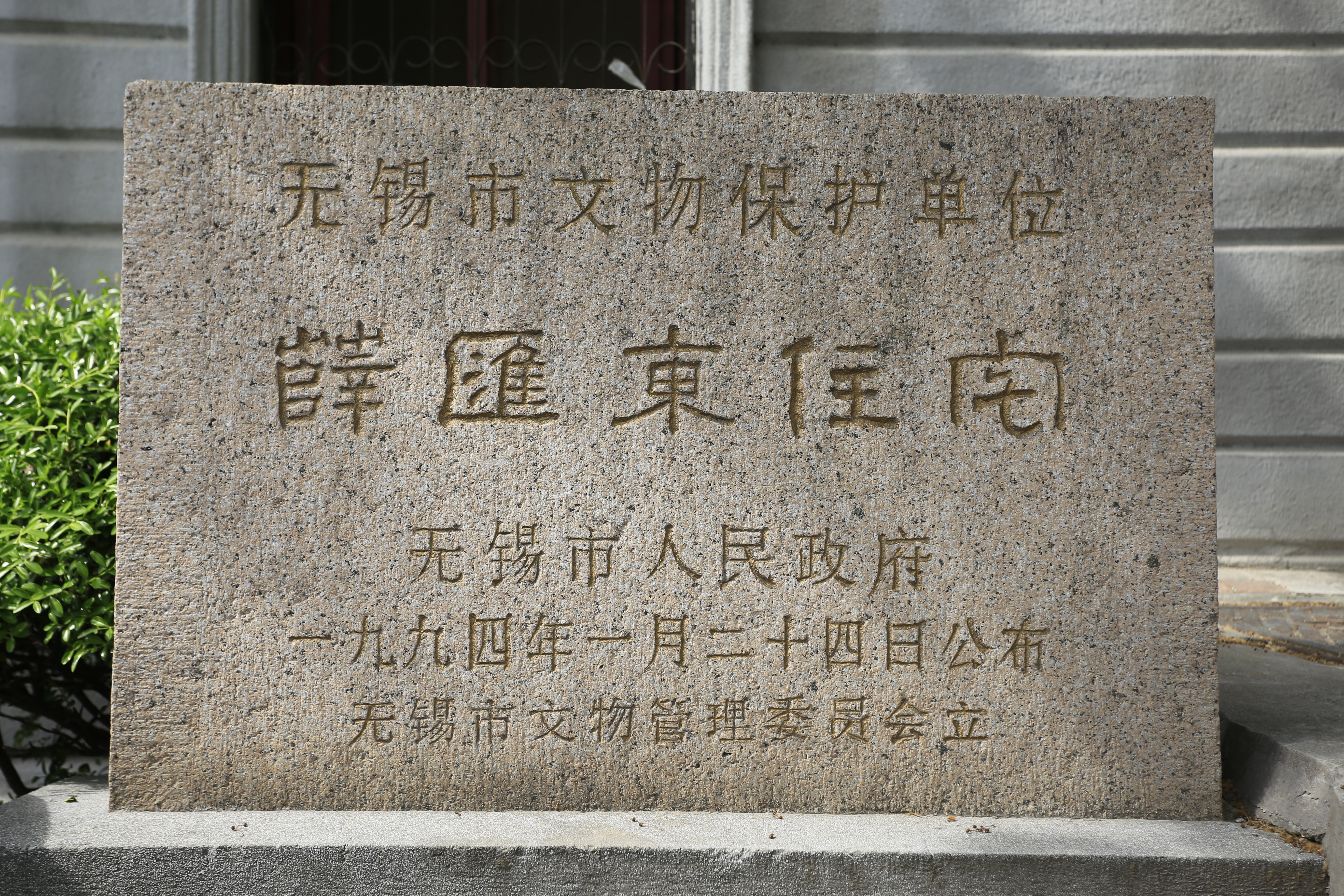
薛汇东住宅文保碑
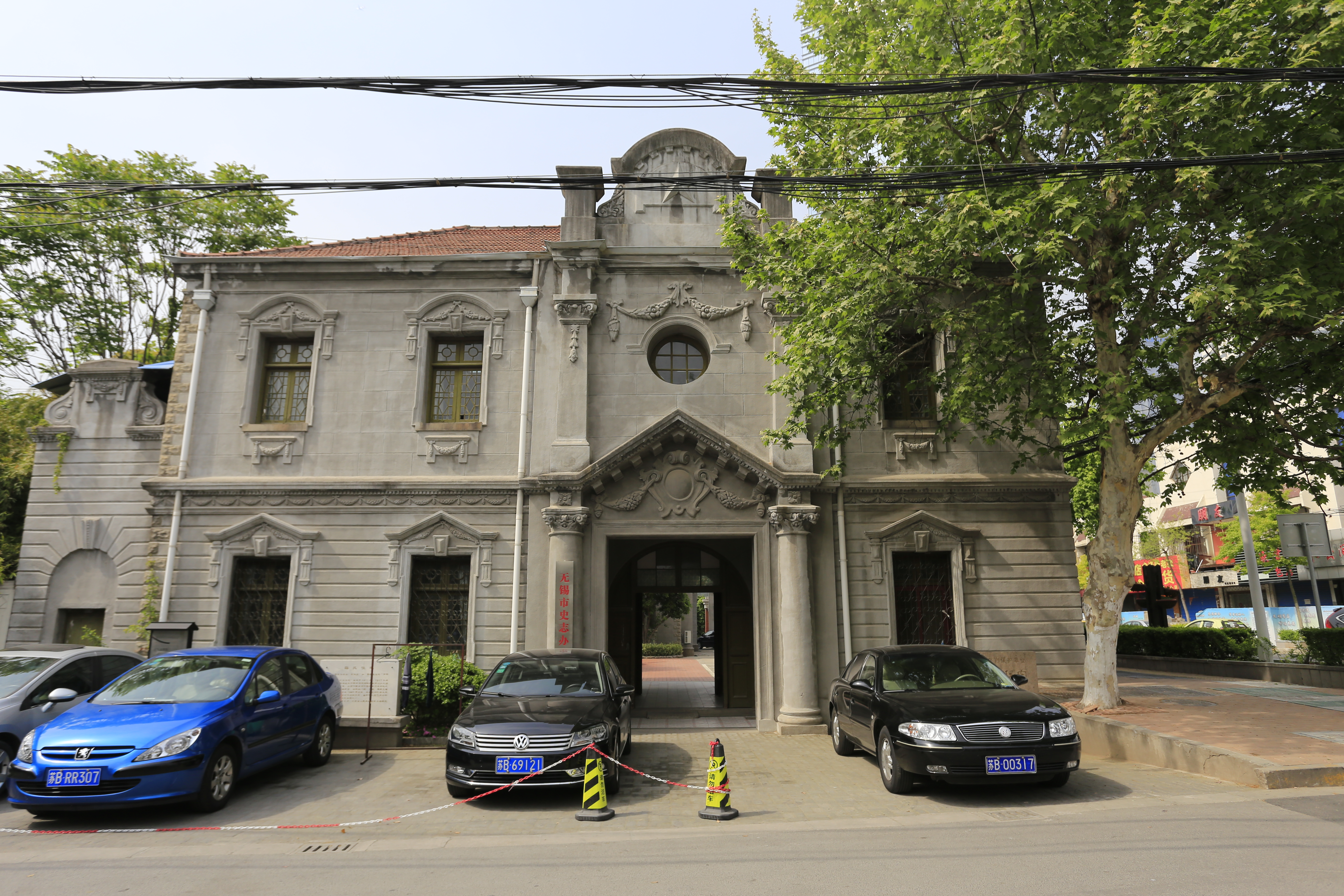
薛汇东住宅
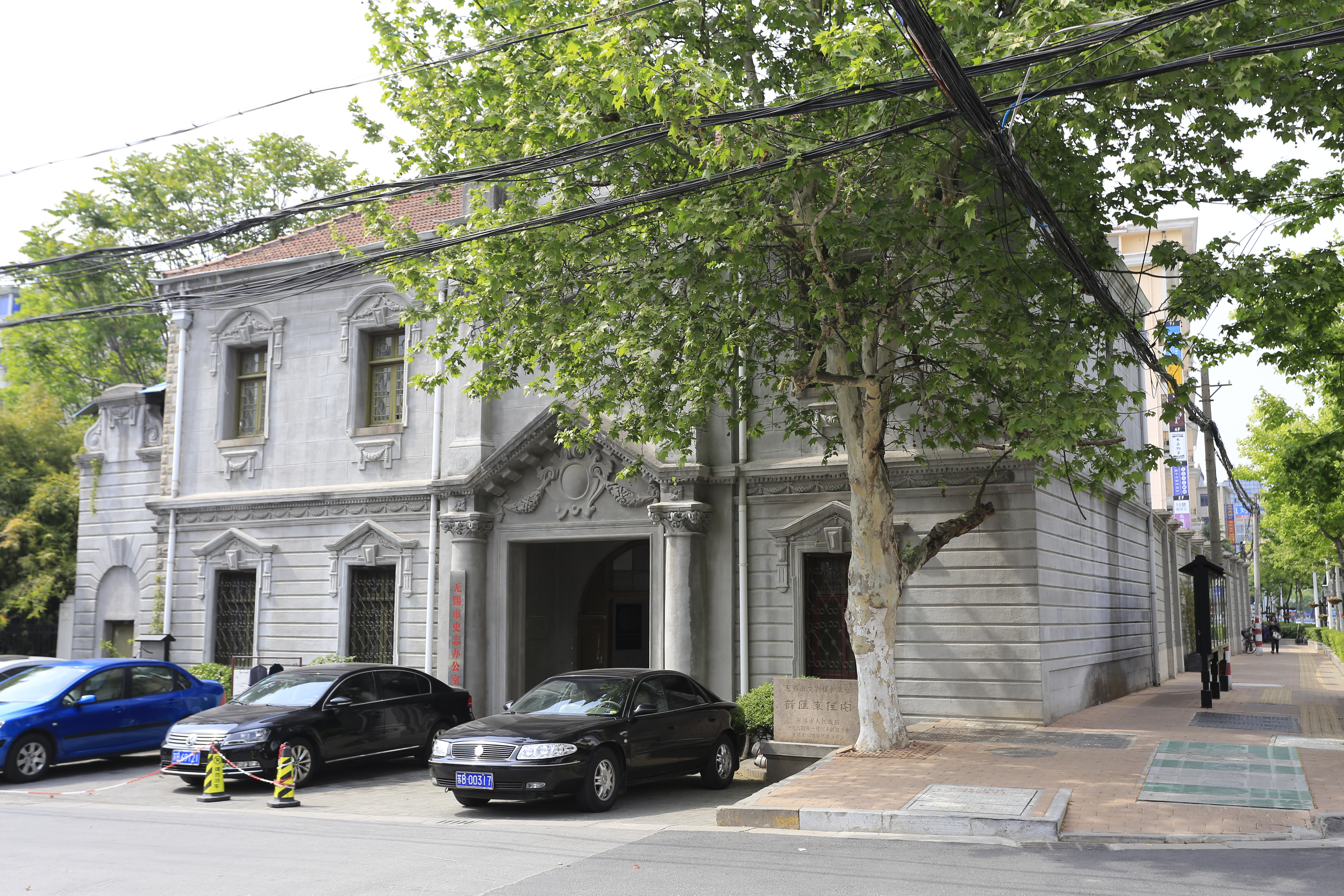
薛汇东住宅
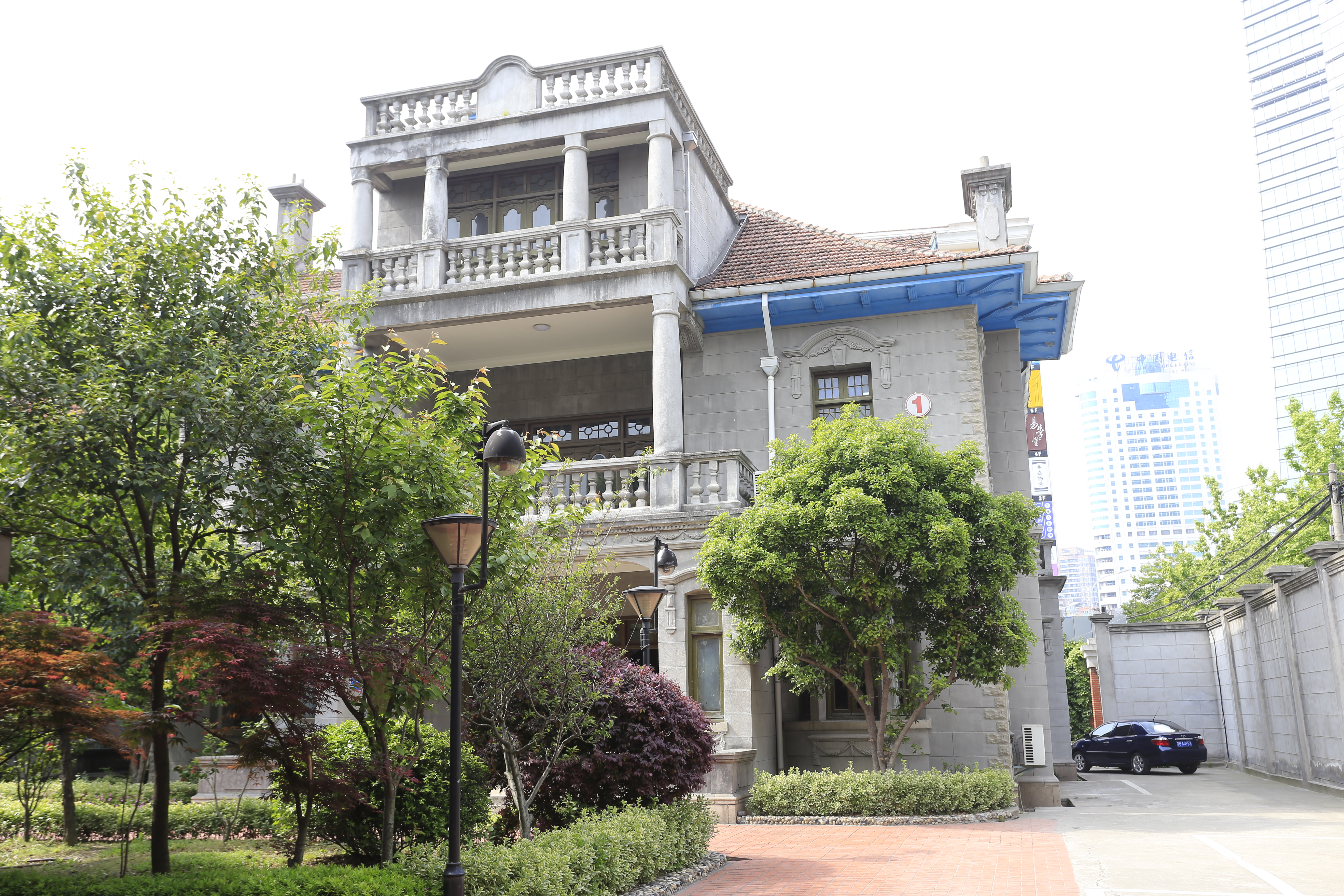
薛汇东住宅